# Káin (Ádám fia)

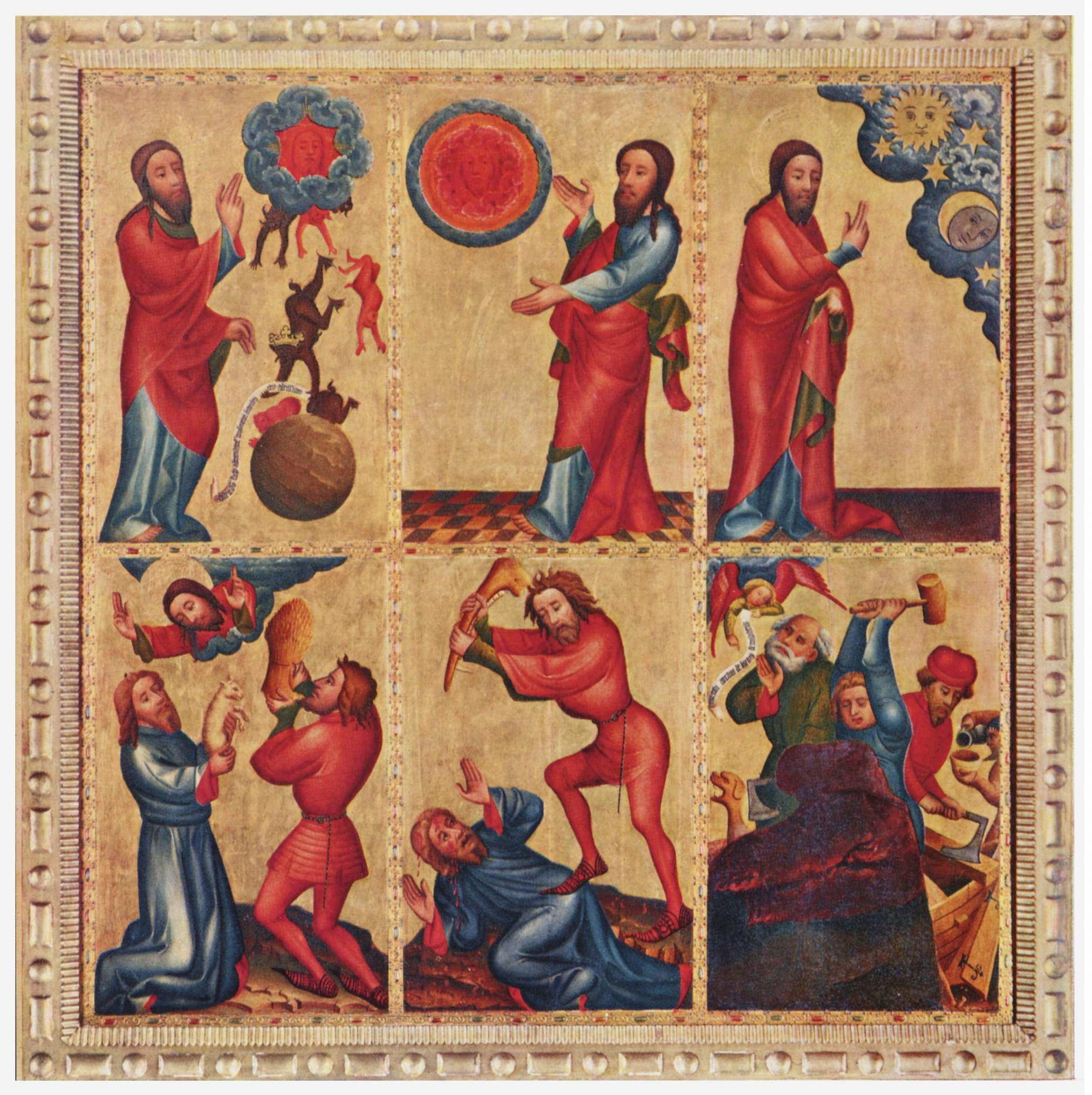
Káin megöli Ábelt, Bertram von Minden oltárképe, 1375-1383

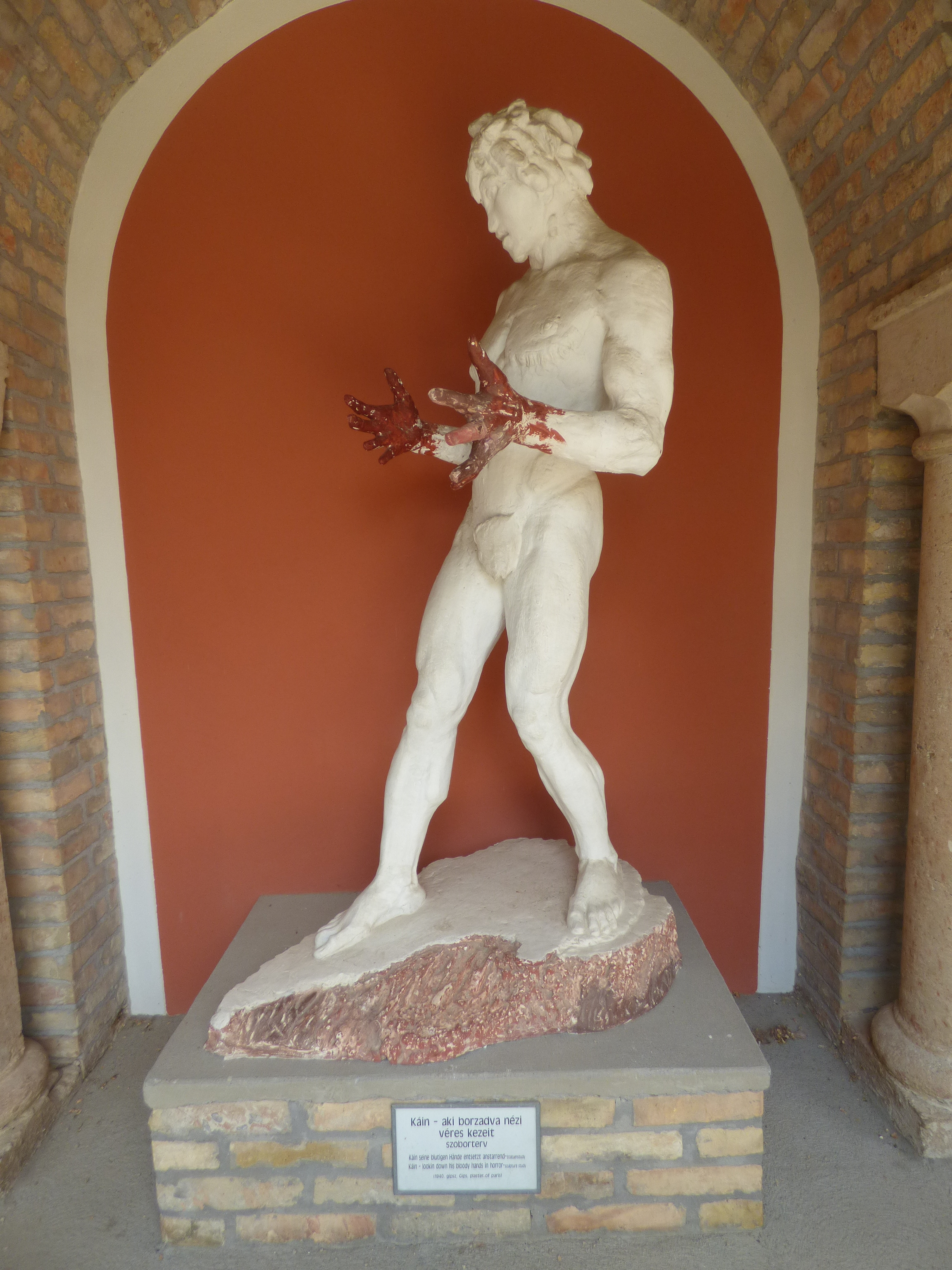
Bory Jenő szoborterve Káinról, a székesfehérvári Bory-várban

Káin (Kain) az Ószövetség és a Korán szerint Ádám és Éva első fia, aki földművelő volt. Nevének jelentése héberül talán kovács.[forrás?] Testvére, a pásztor Ábel volt, akit irigységből megölt, mivel azt gondolta, Isten előtt kedvesebb a pásztorkodással foglalkozó Ábel áldozata. A későbbi zsidó bibliamagyarázat Ábel erényességével szemben Káin gonoszságát hangsúlyozta. Ezzel egybecseng az Újszövetségi megítélése is. Például János első levele szerint Káin "a gonosztól való volt", aki megölte testvérét, mert az ő tettei gonoszak voltak, a testvére tettei ellenben igazak. (1Jn 3,12). Büntetésül Nod (menekülő) földjén volt kénytelen letelepedni, azaz nomád módra kellett a pusztában vándorolnia (Ter 4,12: hontalan és bujdosó leszel). A zsidó történetíró Iosephus Flavius azt írta, hogy "A régi hagyomány szerint Ádámnak 33 fia és 23 leánya született". Káin fia Hénoch. Káin "várost épített, és azt fiáról Hénochnak nevezte." (Ter 4,17-18) A Biblia Káint a keniták ősatyjaként is említi (Szám 24,21). A keniták Palesztina legdélibb részén legeltették nyájaikat, és föltehetően az amalekiták kötelékébe tartoztak. Saul idejében valószínűleg különváltak az amalekitáktól és Júda törzséhez csatlakoztak.
”Amúgy nem csak Ádám fia vagyok„ -Kain
„Ádám úgy érzem anya vagyok ”- Éva
Káin és Ábel történetének másik történelmi alapja, hogy az ókorban a pásztorkodó népek alá voltak vetve a földművelőknek. Ennek ellenére Isten Ábelre tekintett, mert ő nem társadalmi hovatartozás alapján ítél, ez pedig tovább bőszítette testvére ellen Káint, aki nyilván több jogot követelt magának, noha tettei és lelke nem feleltek meg az Isten által támasztott erkölcsi követelményeknek. Jól példázza Káin meghasonlottságát, hogy önmagát többre tartva sértettségében tulajdon testvére vérét ontotta ki. Mindezzel viszont a vendetta (vérbosszú) intézményét is megalapozta, amit utódai szintén követtek.